# Konstantin Dubrovin
Konstantin Dubrovin (* 4. Januar 1977 in Kiew) ist ein ehemaliger deutscher Schwimmer.
Der 1,91 m große Dubrovin startete für den 1. Münchner Sportverein. Als Dritter der Deutschen Meisterschaften 1996 über 200 Meter Freistil gehörte Dubrovin zum deutschen Aufgebot für die Olympischen Spiele 1996 in Atlanta. Dort trat er mit der 4-mal-200-Meter-Freistilstaffel in der Besetzung Dubrovin, Christian Keller, Oliver Lampe und Steffen Zesner im ersten Vorlauf an und qualifizierte sich mit der insgesamt viertbesten Zeit für das Finale. Im Finale schwammen Aimo Heilmann, Christian Keller, Christian Tröger und Steffen Zesner auf den dritten Platz hinter der US-Staffel und den Schweden. Für ihren Einsatz im Vorlauf erhielten auch Konstantin Dubrovin und Oliver Lampe eine Bronzemedaille ausgehändigt und wurden ebenfalls mit dem Silbernen Lorbeerblatt ausgezeichnet.